# Paul (père de Maurice)
Pour les articles homonymes, voir Paul.

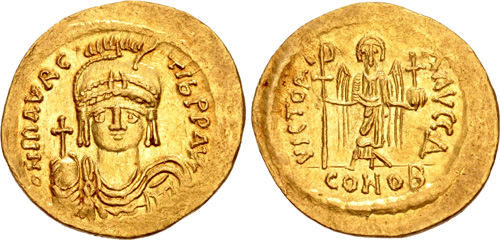
Solidus de l'empereur Maurice, fils de Paul.

Paul (mort en 593) est un dignitaire byzantin, père de l'empereur Maurice (582-602) et chef du Sénat byzantin.

## Biographie
Selon les chroniques de l'époque, en particulier celle d'Evagre le Scolastique, la famille de Paul serait originaire de Rome. Néanmoins, Maurice naît à Arabissos en Cappadoce, près de l'actuelle ville d'Elbistan. C'est alors une bourgade de peu d'importance, même si Justinien en a fait un lieu de regroupement et de recrutement pour son armée.
Paul est marié et a au moins deux fils, Maurice et Pierre, ainsi que deux filles, dont l'une, Gordia, épouse le général Philippicos. La deuxième, Théoctiste, est déjà veuve quand Maurice accède au trône. Quand il arrive au pouvoir, Maurice lance une politique de promotion au bénéfice de sa famille. Il fait de son père le chef du Sénat et lui confère d'importantes propriétés. Jean d'Ephèse détaille l'ensemble des mesures favorables aux parents de Maurice, qui a parfois été critiqué pour son népotisme. Selon Théophane le Confesseur, Paul s'éteint en 593.

## Sources bibliographiques
- (en) John R. Martindale, A. H. M. Jones et John Morris, The Prosopography of the Later Roman Empire : Volume III, AD 527–641, Cambridge (GB), Cambridge University Press, 1992, 1575 p. (ISBN 0-521-20160-8)
- (en) Michael Whitby, The Emperor Maurice and his historian : Theophylact Simocatta on Persian and Balkan warfare, Oxford, Oxford University Press, 1988, 388 p. (ISBN 0-19-822945-3)